# Kříž u Milovanské cesty
Kříž u Milovanské cesty (nazývaný také Kovový křížek) se nachází v katastru vesnice Kovářov (části města Potštát) u silnice z Potštátu do zaniklé vesnice Milovany (Milbes) přibližně 750 m od vojenského újezdu Libavá v okrese Přerov v Olomouckém kraji. Místo je volně přístupné. Kříž je jeden z mála pozůstatků původního německého osídlení a je situován na vydlážděné čtvercové rovině na stupňovitém mramorovém podstavci ve tvaru kvádru a je vytvořen z kovu. Kříž byl na místo instalován v roce 1863.

## Nápisy na kříži
Na přední a zadní straně podstavce kříže jsou dva špatně čitelné německé nápisy, které zní:
| „ | Heilige Maria Mutter Gottes bitte für Uns armen Sünder v překladu: Svatá bohorodičko Marie pros za nás, ubohé hříšníky | “ |

| „ | Stifter Johann und Karolina Reder im Jahre 1863 v překladu: Dárci Johann a Karolina Rederovi v roce 1863 | “ |

## Galerie

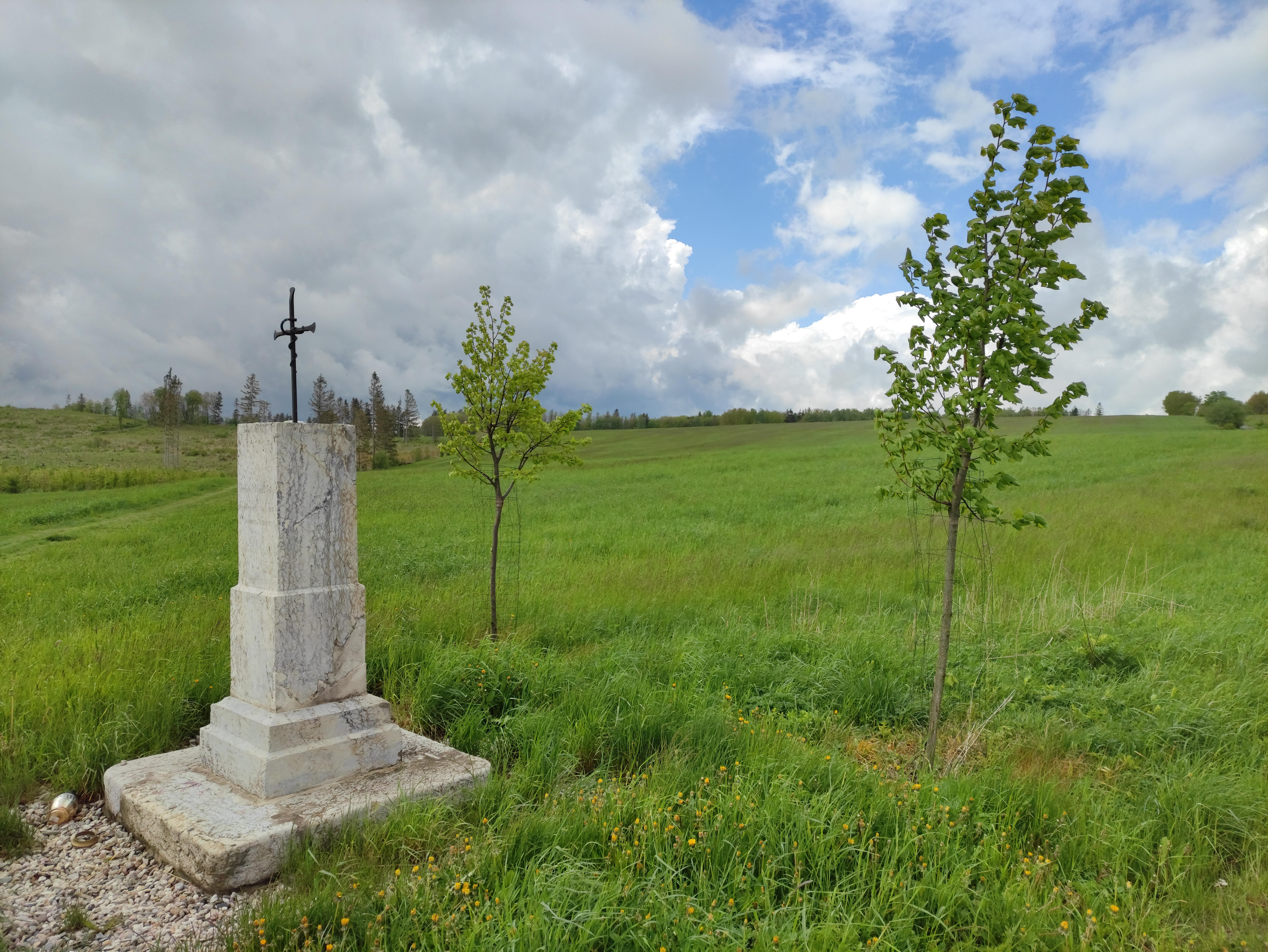
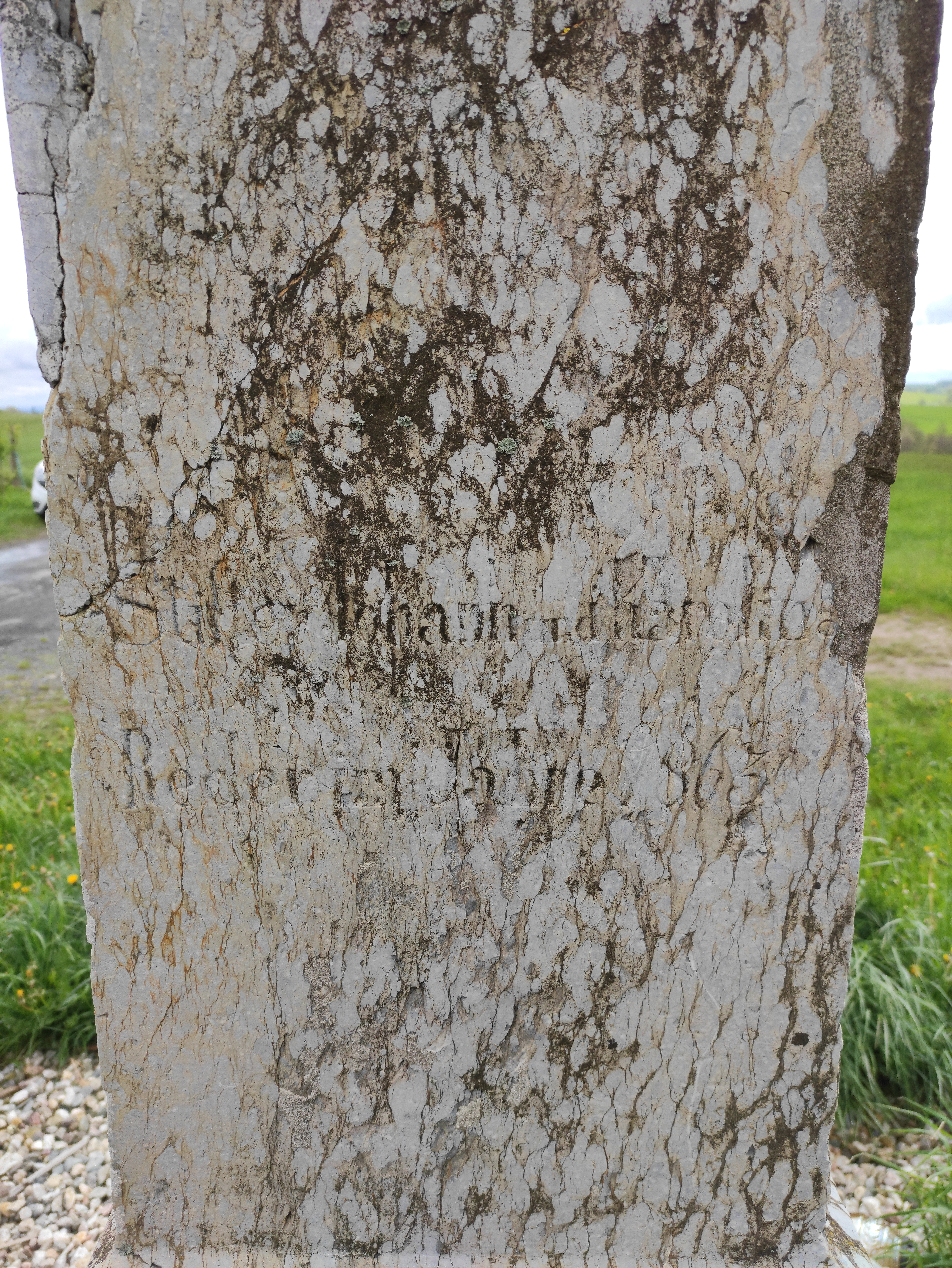